# 曾路得
曾路得（英語：Ruth Chen，1957年5月10日—），香港女歌手及歌唱老師、音樂組合六啤半成員，曾任香港商業電台唱片騎師。曾路得的家族為廣東寶安人，她擁有四分之一牙買加血統。

## 背景

### 早年生活
曾路得在基督教家庭中長大，曾就讀拔萃女小學和拔萃女書院，入讀小學時正值香港六七暴動，自小就讀法語。中學時期參加多項音樂比賽，並取得佳績。中學畢業後，她由於加拿大遇上郵務罷工而不能前往西門菲沙大學修讀傳理科，由是留在美國升學。在無綫電視的創作歌曲大賽上，她以一首《TIME》聲名大噪。時任戲劇組監製吳慧萍於曾路得在1979年6月從美國西雅圖大學畢業回港後提議她入職電視台，以學有所用。當年曾路得的父親答應在10月帶她到南美洲巴西一帶旅遊，所以她沒有即時投身社會工作。另一方面，曾的主日學老師是俞琤的母校師姐；一次聽到俞氏在電台節目《早晨老友記》中提到要找一個懂得音樂知識的拍擋，便撰寫推薦信，把曾路得推介予俞氏。但是曾起初推卻了俞氏的錄用，打算到電視台上班。終因俞氏賞識及說服下，加入商業電台。逢星期一至五早上到電視台任特備節目行政助理，負責聯絡工作，晚上主持廣播節目《得妹一小時》，且由錢錢提供廣播訓練。後來商台有意把其主持的廣播節目由1小時延長至3小時，基於未能遷就上班時間，曾路得放棄助理職位，主力投入廣播界發展。

### 事業發展
曾路得於1979年加入香港商業電台，是1970年代著名13人唱片騎師組合六啤半其中一名成員。在六啤半大碟中，她主唱的歌曲有《那一天》和《天各一方》，與陳少寶合唱的有《快樂時光》。曾路得當時在電台負責主持的節目包括晨早節目《神采飛揚》、午間節目《珍寶午餐》和《得妹一小時》。其後，她曾為CBS、華納等唱片公司灌錄唱片，推出為人熟悉的歌曲，包括《驟雨中的陽光》、《風爭》、《全力一拼》、《願》、《風裡的繽紛》及《開心最緊要》等。1983年9月，她計劃不再當唱片騎師，因為她覺得唱片騎師不是終身職業，加上難以想像自己到了30歲仍然在播放的士高音樂（其時商業二台主攻青年人節目），於是決定在1984年離開商業電台，轉到香港基督徒音樂事工協會任職公關經理，同時創作及演唱歌曲。此前於1981年已獲嘉禾電影及邵氏兄弟招手參演歌舞電影，礙於未能就片酬問題取得共識，結果沒有於幕前演出。
自1980年中期開始，曾路得成立自己的製作公司，致力於製作及推廣現代基督教音樂及福音唱片。而為了照顧家庭和留家工作，她不久結束了自己的公司，應其第一個學生陳奕詩請求轉當歌唱導師，私人教授歌唱技巧。期間指導多名香港流行歌手，包括李美鳳、柳妍熙、陳奕詩、林憶蓮、彭羚、鄭伊健等。亦獲商台邀請重返電台，然而電台工作太困身，令曾婉拒了邀請。2001年7月，她回香港參與香港基督徒音樂事工協會基督教音樂節，在香港紅磡體育館舉行的「Music On Fire 音樂佈道大會」中，獻唱了兩首新詩歌。2010年，她擔任無綫電視音樂選秀節目《超級巨聲2》客席評判。2011年及2014年分別再擔任《超級巨聲3》及《超級巨聲4》客席評判。另外，又修讀神學。

### 其他資料
2019年11月，「反修例運動」示威者發起三罷行動，更多次爆發全日的激烈衝突，故此香港開電視找來歌手葉麗儀翻唱曾路得的《願》，並在廣告時段播出，「願見人人和平友愛」，以歌聲祝願香港社會早日回復和平。

## 個人生活
曾路得於1980年代中結婚，婚後曾經歷小產。她於1996年與家人移民到加拿大多倫多，現時育有一名獨子，丈夫是警務處前助理處長吳家聲。而前商業電台節目主持人泰山（原名曾匡民）為曾路得之姪兒。坊間曾誤傳傅佩嘉為其女兒。此外，曾路得曾於2006年患上乳癌。

## 音樂作品

### 個人專輯
| 出版日期       | 專輯名稱           | 唱片公司        | 編號        |
| -------------- | ------------------ | --------------- | ----------- |
| 1981年         | 我知你知           | 華納            | H 93020     |
| 1981年         | Ruth               | 華納            | H 93028     |
| 1982年         | 白牆＋精選         | 華納            | H 93052     |
| 1983年         | 愛是難了           | 百代            | EMGS 6106   |
| 1986年10月10日 | 信                 | Foxwood         | FXR 8601    |
| 1989年4月      | 有緣再見           | 現代            | 6280025     |
| 2001年12月24日 | RUTH: 國語版       | AC MUSIC        | RN-CD01-01M |
| 2002年1月11日  | RUTH: 粵語版       | AC MUSIC        | RN-CD01-01C |
| 2002年5月11日  | the VOCALIST       | 銀星            |             |
| 2011年7月5日   | 重新設定 Recovered | RUTH CHEN MUSIC | RCM052954   |
| 2016年4月15日  | Embrace 擁我入懷   | RUTH CHEN MUSIC | RCM103459   |
| 2022年6月25日  | 在祂面             | RUTH CHEN MUSIC | RCM164065   |

### 單曲
- 2022年：《天各一方》（新版，俞琤獨白）

## 派台歌曲成績
| 派台歌曲成績     | 派台歌曲成績       | 派台歌曲成績 | 派台歌曲成績 | 派台歌曲成績 | 派台歌曲成績 | 派台歌曲成績                                    |
| ---------------- | ------------------ | ------------ | ------------ | ------------ | ------------ | ----------------------------------------------- |
| 唱片             | 歌曲               | 903          | RTHK         | 997          | TVB          | 備註                                            |
| 1980年           |                    |              |              |              |              |                                                 |
| 6 Pair 半        | 天各一方           |              | /            |              |              | 俞琤獨白                                        |
| 1986年           |                    |              |              |              |              |                                                 |
| 信               | 影子與我           |              | /            |              | /            |                                                 |
| 1989年           |                    |              |              |              |              |                                                 |
| 有緣再見         | 有緣再見           | 3            | /            |              | /            |                                                 |
| 有緣再見         | 忘掉               | 2            | /            |              | /            |                                                 |
| 有緣再見         | 全力一拼           | 28           | /            |              | /            |                                                 |
| 1992年           |                    |              |              |              |              |                                                 |
|                  | 相識在童年         | 9            | /            |              | /            | 與區瑞強合唱 舊曲重唱                           |
| 1993年           |                    |              |              |              |              |                                                 |
| 給最愛女兒的說話 | 給最愛女兒的說話   | 24           | /            |              | /            | 鄭丹瑞獨白 TVB MV女主角為陳秀峰（前名：陳燕航） |
| 2002年           |                    |              |              |              |              |                                                 |
| The Vocalist     | 你的眼神           | -            | 20           | -            | -            |                                                 |
| 2013年           |                    |              |              |              |              |                                                 |
|                  | 不要怕·只要愛      | -            | -            | -            | -            | 與關心妍、張崇基、張崇德合唱                    |
| 2015年           |                    |              |              |              |              |                                                 |
| Embrace 擁我入懷 | 聖誕快樂           | -            | -            | -            | -            | DBC華語歌曲流行指數：10                         |
| 2016年           |                    |              |              |              |              |                                                 |
| Embrace 擁我入懷 | 今天我起不了床     | -            | -            | -            | -            | DBC華語歌曲流行指數：15                         |
| Embrace 擁我入懷 | I've Got The Power | -            | -            | -            | -            |                                                 |
| Embrace 擁我入懷 | 冷靜               | -            | -            | -            | -            |                                                 |
| 2017年           |                    |              |              |              |              |                                                 |
| 在祂面           | 無處不在           | -            | -            | -            | -            |                                                 |
| 2022年           |                    |              |              |              |              |                                                 |
| 在祂面           | 捨己的腳蹤         | -            | -            | -            | -            |                                                 |
| 在祂面           | 不管明天           | -            | -            | -            | -            |                                                 |

| 各台冠軍歌總數 | 各台冠軍歌總數 | 各台冠軍歌總數 | 各台冠軍歌總數 | 各台冠軍歌總數    |
| -------------- | -------------- | -------------- | -------------- | ----------------- |
| 903            | RTHK           | 997            | TVB            | 備註              |
| 0              | 0              | 0              | 0              | 四台冠軍歌總數：0 |

- 仍在榜上（*）

## 節目主持
香港商業電台
- 得妹一小時
- 神采飛揚
- 珍寶午餐

加拿大中文電台
- 有緣再見 [17]

## 參與節目
- 1980年代：歡樂今宵（無綫電視）
- 2010年：超級巨聲2（客席評判、無綫電視）
- 2011年：超級巨聲3（客席評判、無綫電視）
- 2014年：超級巨聲4（客席評判、無綫電視）
- 2024年：中年好聲音3（客席評判、無綫電視）